# Ramazzottius nivalis
Espèce
Ramazzottius nivalis  est une espèce de tardigrades de la famille des Ramazzottiidae.

## Distribution
Cette espèce est endémique de Haute-Savoie dans la région Rhône-Alpes en France. Elle se rencontre à 3 707 m d'altitude sur l'Aiguille du Midi dans le massif du Mont-Blanc.

## Description
Ramazzottius nivalis mesure de 204 à 358 µm.

## Publication originale
- Dastych, 2006 : A new tardigrade species of the genus Ramazzottius Binda & Pilato 1986 (Tardigrada) from the nival zone of the Mont Blanc Massive (the Western Alps), with some morphometric remarks. Mitteilungen aus dem Hamburgischen Zoologischen Museum und Institut, vol. 103, p. 33-45 (texte intégral).